# Містківський заказник
Містківський, Мостківський — один з об'єктів природно-заповідного фонду Луганської області, загальнозоологічний заказник місцевого значення, розташований на території Сватівського району.

## Розташування
Загальнозоологічний заказник розташований між селами Містки та Петрівка у Сватівському районі Луганської області. Координати: 49° 21' 34" північної широти, 38° 25' 25" східної довготи.

## Історія
Загальнозоологічний заказник місцевого значення «Містківський» оголошений рішенням Луганської обласної ради народних депутатів № 18/12 від 19 листопада 1997 року.

## Загальна характеристика
Загальнозоологічний заказник «Містківський» загальною площею 3 880,0 га є одним з найбільших в Луганській області масивів різнотравно-типчаково-ковилового степу.

## Склад
До складу заказника входять сім лісових урочищ:
1. Росоховате,
2. Морошковате,
3. Курилов ліс,
4. Західне,
5. Високий ліс,
6. Ясеневий ліс,
7. Байбаковий ліс.

## Ландшафтний склад
Степи — 13 %,

умовно-природні ліси — 8 %,

штучні ліси — 0 %,

водойми — 0 %,

орні землі — 79 %,

населені пункти — 0 %.

## Тваринний світ
У заказнику мешкають борсук європейський, тхір степовий, гадюка степова. Двоє останніх занесені до Червоної книги України. На степових схилах у великій кількості водиться бабак степовий. Добре розмножуються і відновлюються популяції степових птахів, що стали рідкісними на Луганщині — перепілки і куріпки сірої. Територію заказника використовують як кормові угіддя хижі птахи: яструб-перепелятник, лунь лучний, канюк степовий.